# Prasat Ban Prasat (Surin)
Cet article concerne le temple de la province de Surin. Pour le temple de la province de Si Saket, voir Prasat Ban Prasat.

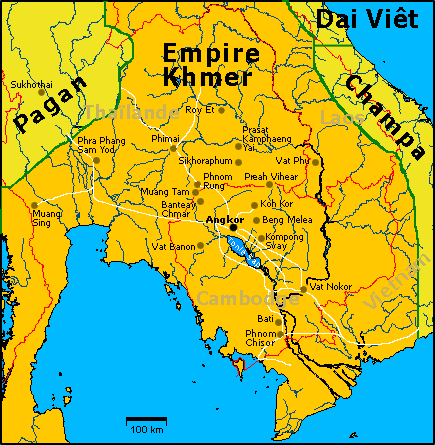
Principaux sites khmers

Le Prasat Ban Prasat est une chapelle d'hôpital construite par Jayavarman VII, située à dans le district de Sangkha,province de Surin, dans l'est de l'actuelle Thaïlande). Il ne faut pas le confondre avec son homonyme situé dans la province de Si Saket. Il se situe à 75 mètres à l'est du Prasat Muen Chai.
Selon une inscription découverte à Ta Prohm, le roi Jayavarman VII fit construire 102 Arogayasalas (ou Arogyasalas), des hôpitaux répartis sur l'ensemble de l'empire le long des principales routes. À proximité de chaque hôpital se trouvait une chapelle. On pense que les hôpitaux eux-mêmes étaient construits en bois. De nombreuses inscriptions en khmer et en sanscrit ont été retrouvées à proximité de ces arogayasalas, en rapport avec ces hôpitaux.
Comme la plupart des chapelles d'hôpital de Jayavarman VII, le plan en est très simple : il s'agit d'une petite tour en latérite, avec un porche faisant face à l'est. À proximité, les ruines de ce qui fut peut-être un bannalai, ainsi qu’un bassin, sont visibles. Le tout est entouré d’un mur d'enceinte.

## Photographies

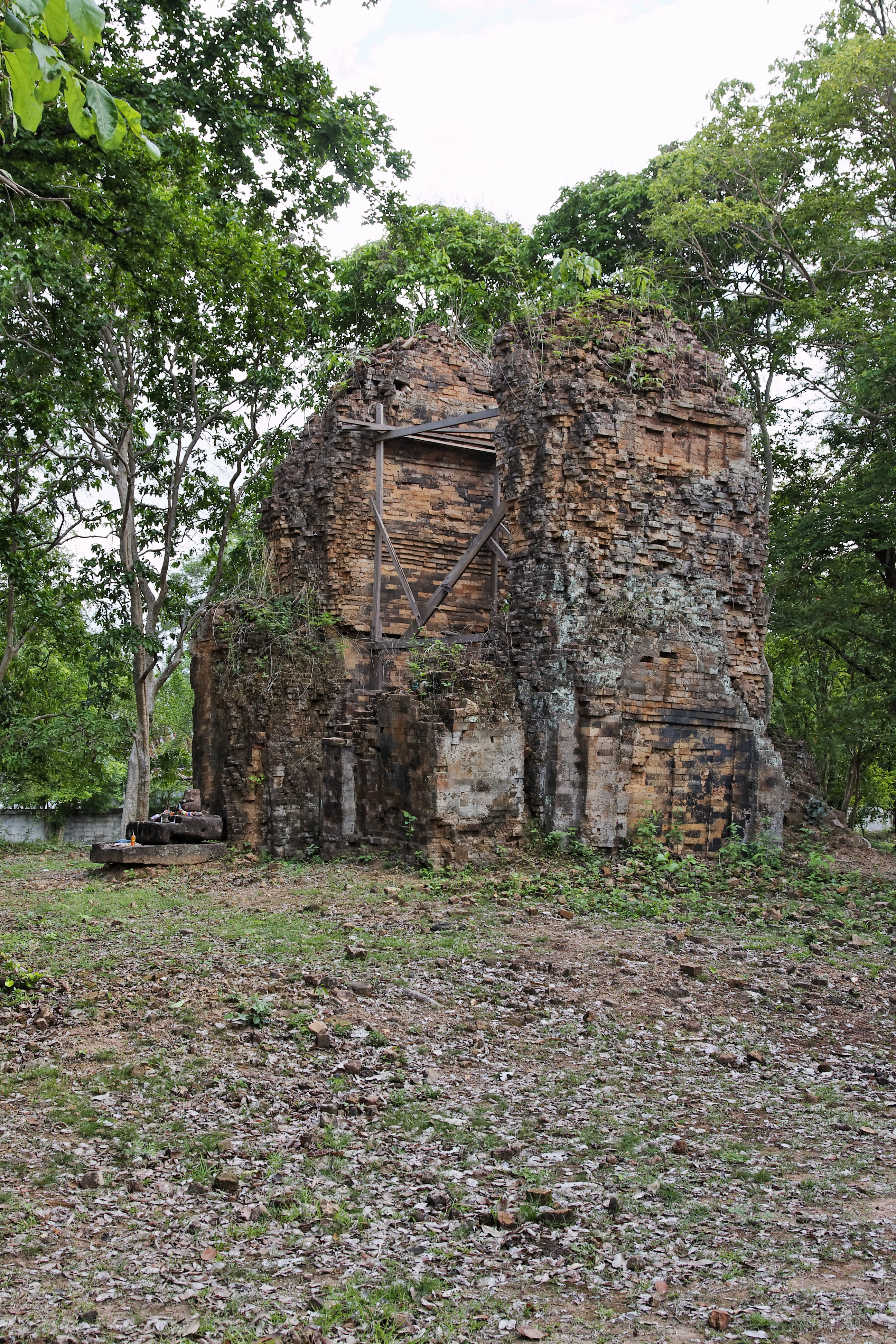
La tour sanctuaire
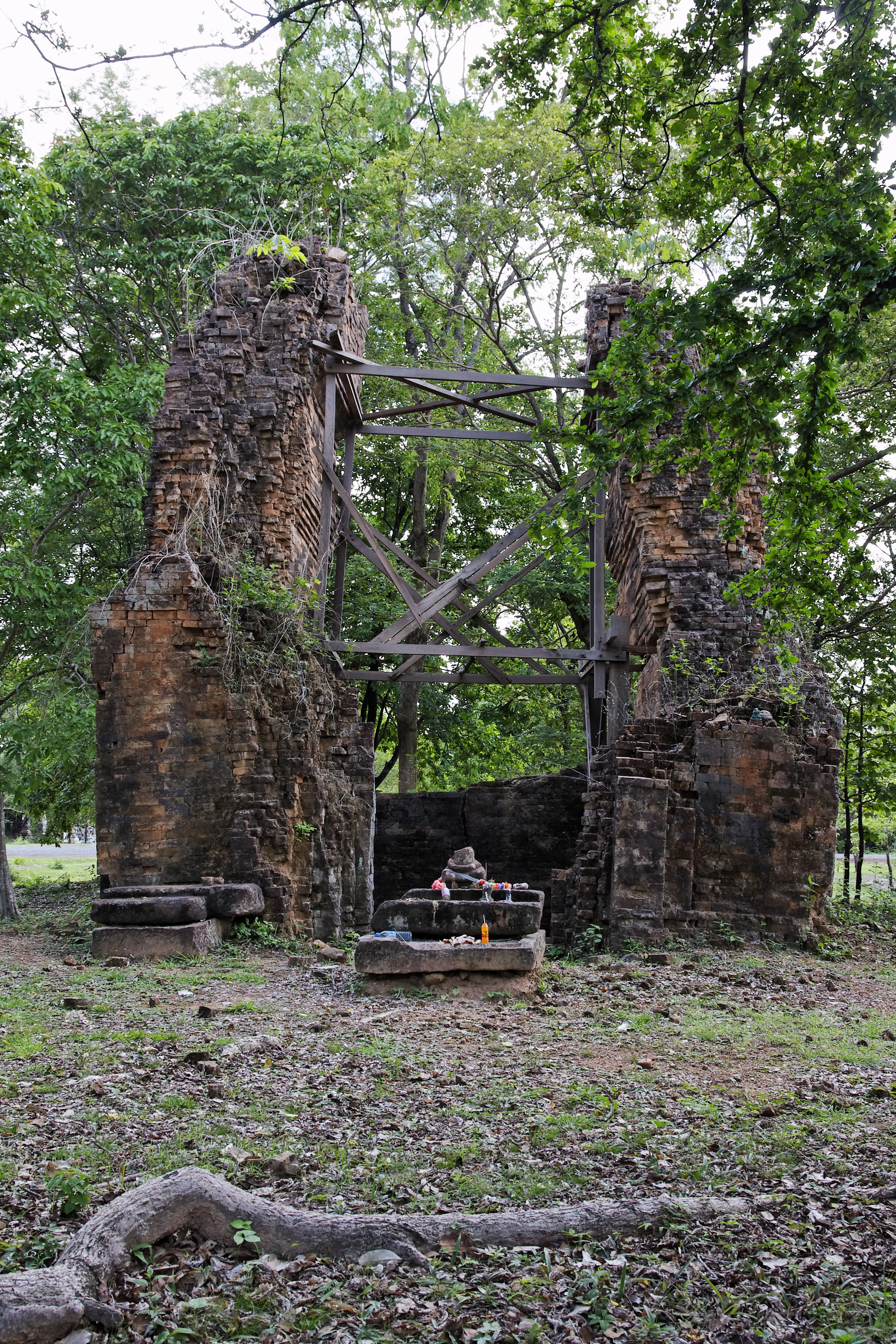
La tour sanctuaire, vue de l'entrée